# Кембел Ривер (Британска Колумбија)
Кембел Ривер (енгл. Campbell River) је град у Канади у покрајини Британска Колумбија. Према резултатима пописа 2011. у граду је живело 31.186 становника.

## Становништво
Према резултатима пописа становништва из 2011. у граду је живело 31.186 становника, што је за 5,5% више у односу на попис из 2006. када је регистровано 29.572 житеља.
| 2006.  | 2011.  |
| ------ | ------ |
| 29.572 | 31.186 |